# Budova České banky Union (Brno)
Budova brněnské pobočky České banky Union (německy Böhmische Union-Bank, Filiale Brünn) je racionalistická stavba na Beethovenově ulici v Brně od architekta Ernsta Wiesnera z roku 1923. V památkově chráněné budově měla nejprve sídlo pobočka České banky Union, od roku 1950 zde sídlí Český rozhlas Brno.

## Historie

### Brněnská asanace a nová zástavba
Budova stojí v místech, kde stála do roku 1904 brněnská jezuitská kolej z níž se dochoval pouze kostel Nanebevzetí panny Marie. Bourání souvisí s brněnskou asanací a vznikem nové okružní třídy. Záhy po demolici se započalo s novou výstavbou Justičního paláce, z dnešního bloku budov vznikla v letech 1907-09 prvně stavba pro Obchodní a živnostenskou komoru v secesním stylu a posléze sousední budova úřadu Rakousko-uherské banky (později Bankovní úřad min. financí a Národní banka), obě podle návrhu architekta Edmunda Schutta. Na volném prostranství mezi těmito budovami a kostelem stál dřevěný pavilon kina z roku 1920.

### Vznik stavby
Následně proluku vyplnily stavby Ernsta Wiesnera, který již roku 1920 vypracoval návrh na regulaci a zastavění pozemků mezi ulicemi Beethovenovou a Mozartovou. Okolnosti tohoto zadání a staveb nejsou kvůli nedostatku archivních pramenů známy. Jak lze vidět na fotografii modelu těchto budov, Wiesner budovy koncipoval jako formálně jednotnou dvojici. Obě se zdůrazněným vysokým soklem, monumentálním vstupem, ztrojenými okny, předstupující korunní římsou a střešní zahradou. O uživateli staveb se rozhodovalo nejspíše až později, jelikož stavbu na Mozartově projektoval roku 1921 pro Vítkovické železárny a později ji koupila Moravská zemská životní pojišťovna, která stavbu realizovala v letech 1921 až 1922. Povolení na stavbu sousedící budovy bylo uděleno 22. prosince 1923 a 21. prosince 1925 bylo povoleno ji užívat. Nechala si ji zařídit, jako náhradu za sídlo na Masarykově ulici, brněnská filiálka České banky Union, oblíbená mnohými židovskými klienty, jakými byly třeba rodina Stiassni či Löw-Beer. Wiesner navrhl racionální budovu uvnitř složenou z jednotlivých, přesně vymezených prostorových jednotek. Vnější fasádu pojal symetricky a záměrně střídmě s klasicizujícími rysy, zdůrazněním střední části a monumentálním pojetím přízemí jako soklu. Na rovnou, lehce naklopenou střechu, umístil vrchol schodiště, byt ředitele banky Eduarda Münze, vrchol světlíku a zahradu – nejspíše první střešní zahradu v Československu, obdivovanou při návštěvě Brna i Le Corbusierem.

#### Dobové názory na stavbu
Ke stavbě se v knize Umělecké památky Brna z roku 1928 vyjádřil Eugen Dostál: Obě budovy jsou provedeny v hladkých tvarech. Není dekorace, masa působí jen členěním, proporcemi plochy a okenních otvorů a mohutnou architekturou portálů. Vedle poměrně silně členěné hmoty jesuitského kostela je kubus pojišťovny a jemně odstupňovaná hmota banky na svém místě, neboť svým klidem je účinnou fólií pro vnitřní život architektury chrámu. Obě budovy jsou z nejvýznamnějších moderních budov v Brně a srovnání s přilehlými budovami obchodní komory a Národní banky nás poučí o značném pokroku moderní architektury, která, oprostivši se od přílišné plané dekorace, míří hlavně к esthetickým hodnotám hmoty formované a členěné v harmonických celkových proporcích.
V časopise Salon napsal autor M. S.: Oba domy spolu sousedí a ukazují, jak má vypadat blok domů v moderním městě, který má z jedné strany památku, zasluhující, aby byla po věky zachována – Jesuitský kostel – a s druhé zatím domy, postavené ve zlých dnech.

### Využití budovy během 2. světové války a po ní
Během druhé světové války došlo k poškození horních partií budovy vč. zelené střechy a při bombardování Brna v listopadu 1944 došlo k poškození severní fasády. Jelikož byla banka za protektorátu vřazena do majetku berlínské Deutsche Bank a po osvobození roku 1945 byla tato instituce zlikvidována, budova byla zabavena jako majetek nepřátel Československé republiky podle dekretu Edvarda Beneše a spravována Fondem národní obnovy, jenž zde s Poštovní spořitelnou posléze sídlil.
Znárodněním bank a centralizací bankovnictví došlo k uvolnění budovy, do které se v letech 1949 a 1950 nastěhovala část brněnského rozhlasu, který zde umístil studia č. 5 až 8. Nastěhováním započal rozhlas se stavebními úpravami budovy, rozsáhlou přepážkovou halu v přízemí si přizpůsobil pro studio č. 7. Došlo k přepažení místnosti a vzniku prostor pro režii a zázemí, zakrytí obložení a zrušení schodiště vedoucího do trezorové místnosti v suterénu. Ochrannou chodbu k trezoru využil rozhlas pro natáčení zvukových efektů. Z kancelářských prostor v dvorním křídle mezipatra vznikla fonotéka. Místnosti ředitelny zůstaly zachovány i s obložením, zasedací místnost však doznala přestavby a rozšíření o kancelář mezi ní a halou schodiště. Časem zanikly byty domovníka či údržbáře a další provizorní byty, z nichž poslední byl používán do 70. let.

### Rekonstrukce v letech 2017-2022
Za rekonstrukci budovy získal Český rozhlas Brno první místo v kategorii Rekonstrukce staveb a objektů 2022 v soutěži Stavba roku Jihomoravského kraje a byl vybrán jako druhá nejlepší opravená památka roku 2022 Jihomoravského kraje.

## Český rozhlas Brno
Od roku 1950 zde sídlí brněnská stanice Československého rozhlasu – pozdější Český rozhlas Brno – která postupně získala celé prostory budovy. V rozhlasových prostorách se kromě vysílacích studií nachází i nahrávací studia, včetně tzv. plenéru s vysokou mírou zvukové izolace, velkého studia číslo 7 v bývalé bankovní hale, vhodného i pro nahrávání hudby. Jedním ze studií je také studio kontribuční, v rozhlasovém žargonu označené jako budka, určené pro vstupy do jiných stanic bez nutnosti asistence zvukového mistra.
Na střeše se kromě zahrady nachází od roku 2022 i několik úlů. V horní části u střešní zahrady sloužily prostory dříve jako byt správce budovy. V domě je i archív rozhlasových pořadů, her a koncertů. Záznamy prochází postupnou digitalizací.

## Galerie

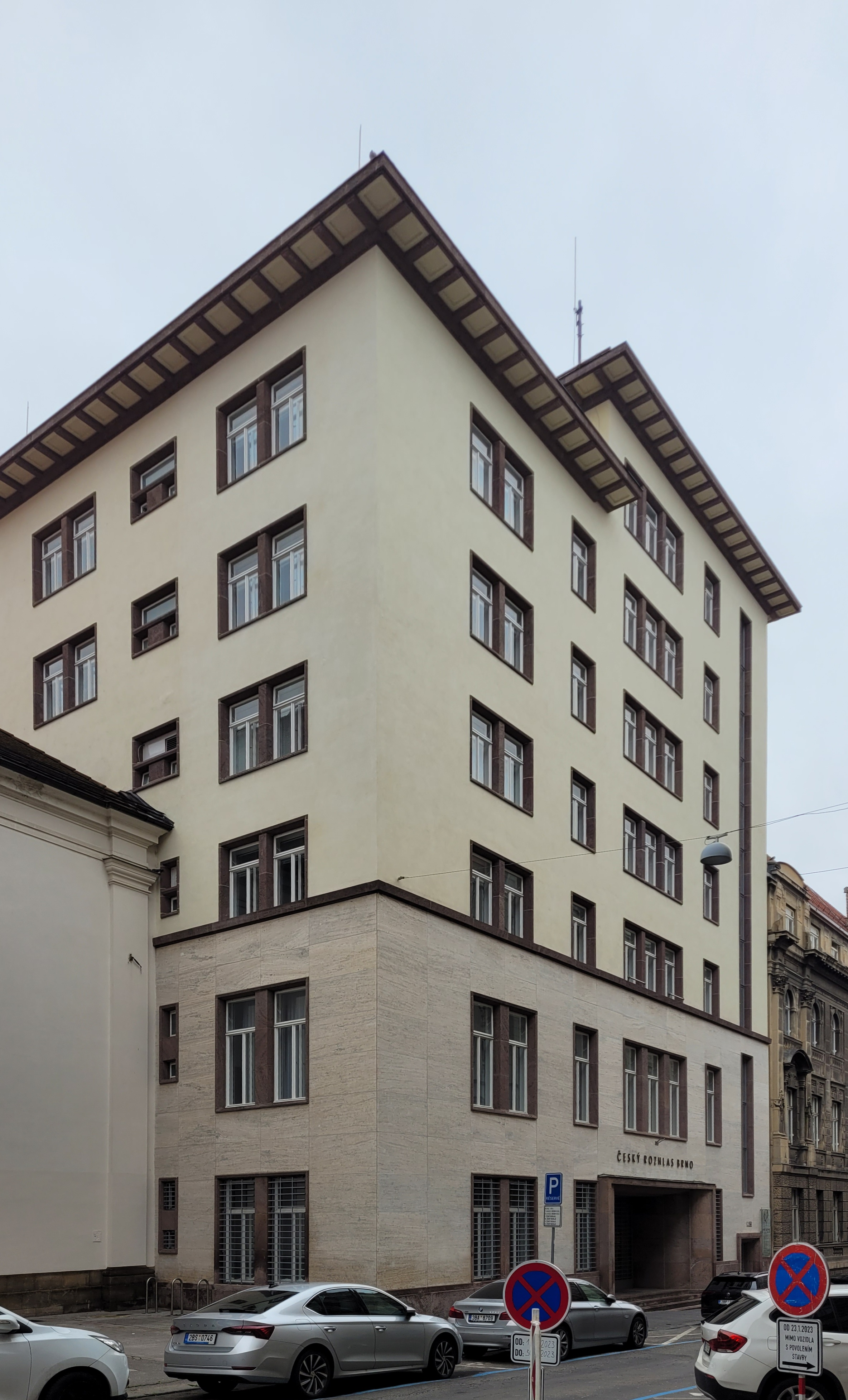
Pohled na budovu
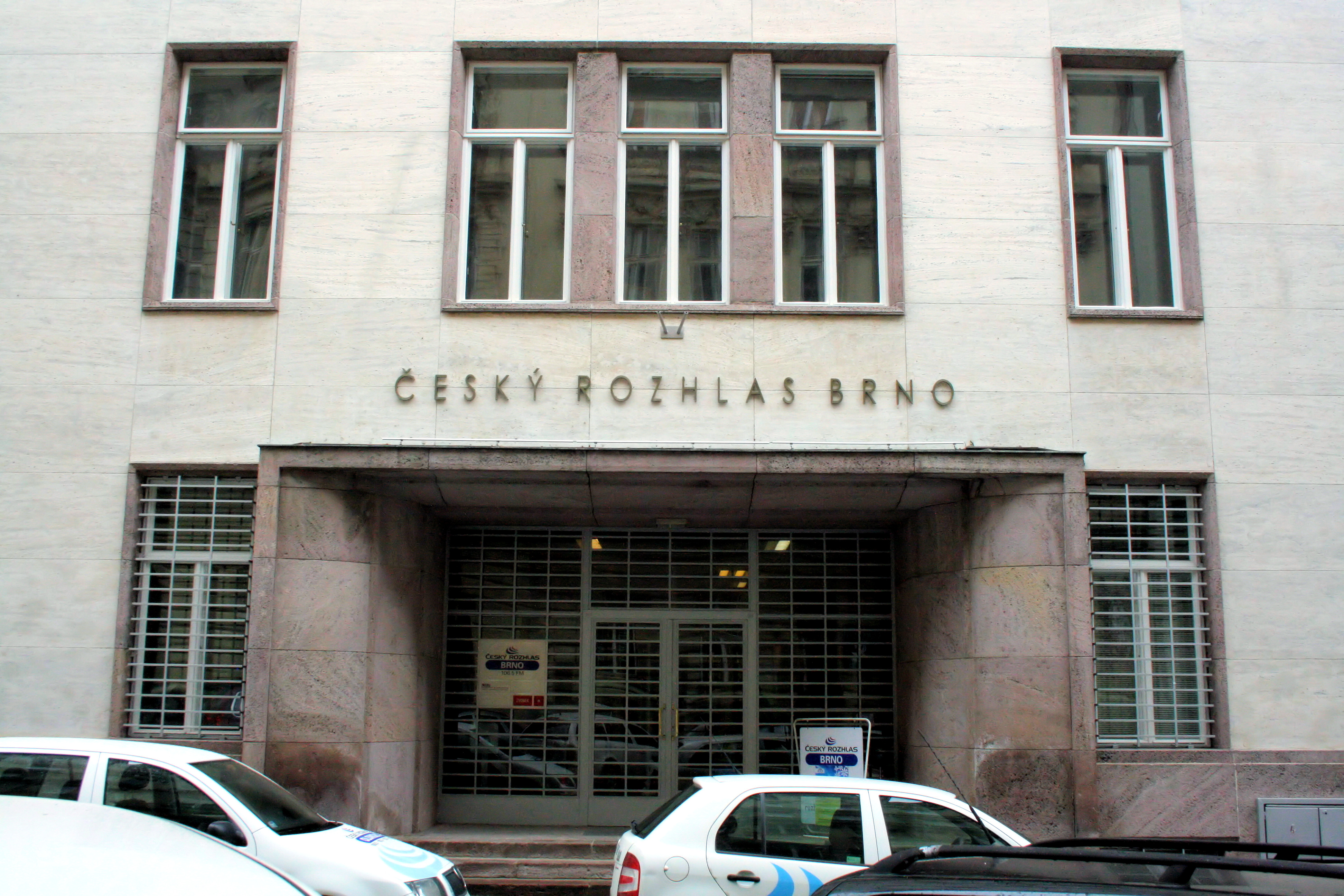
Vstupní portál
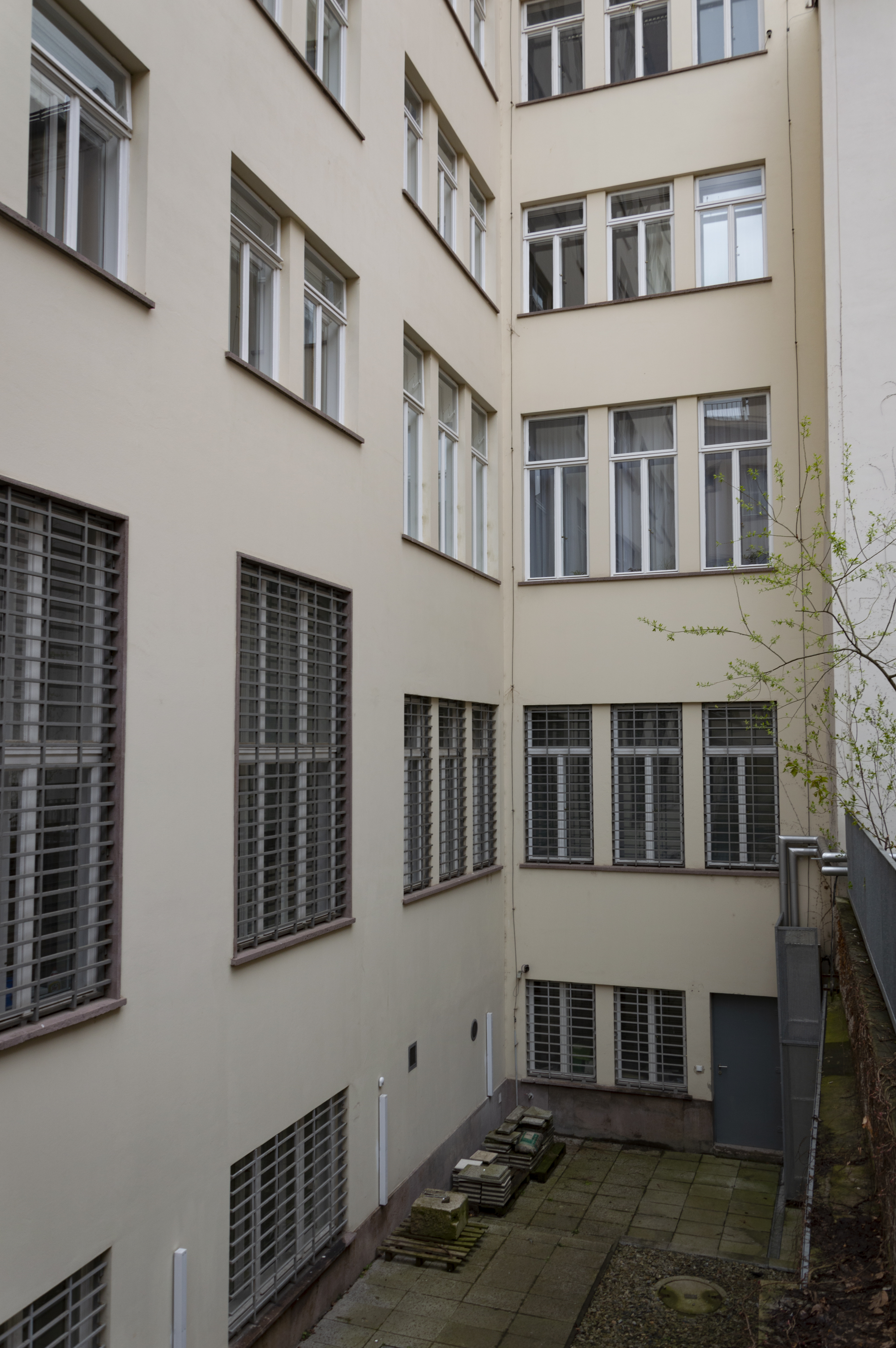
Fasáda ze strany kostela
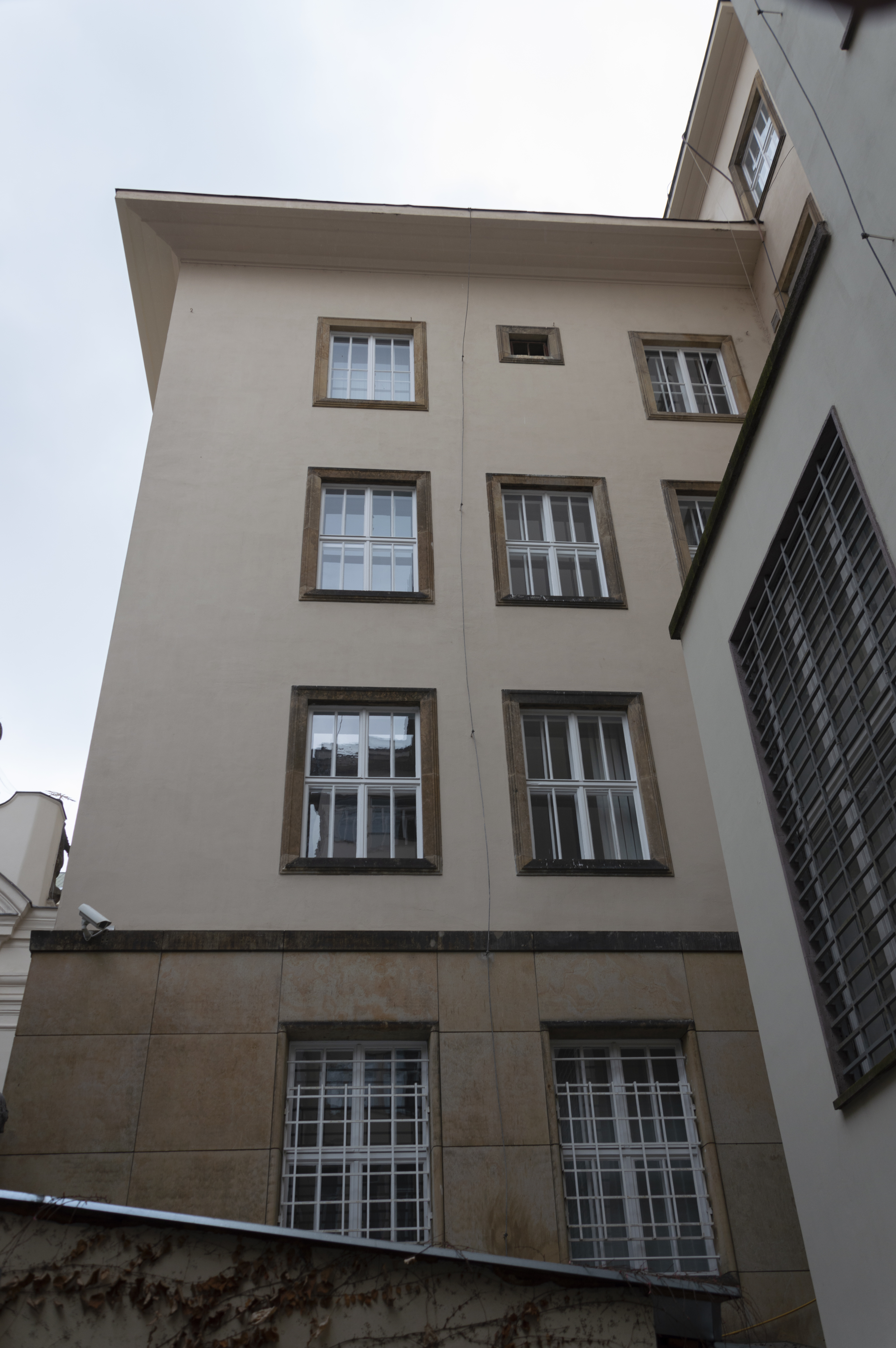
Fasáda ze strany kostela
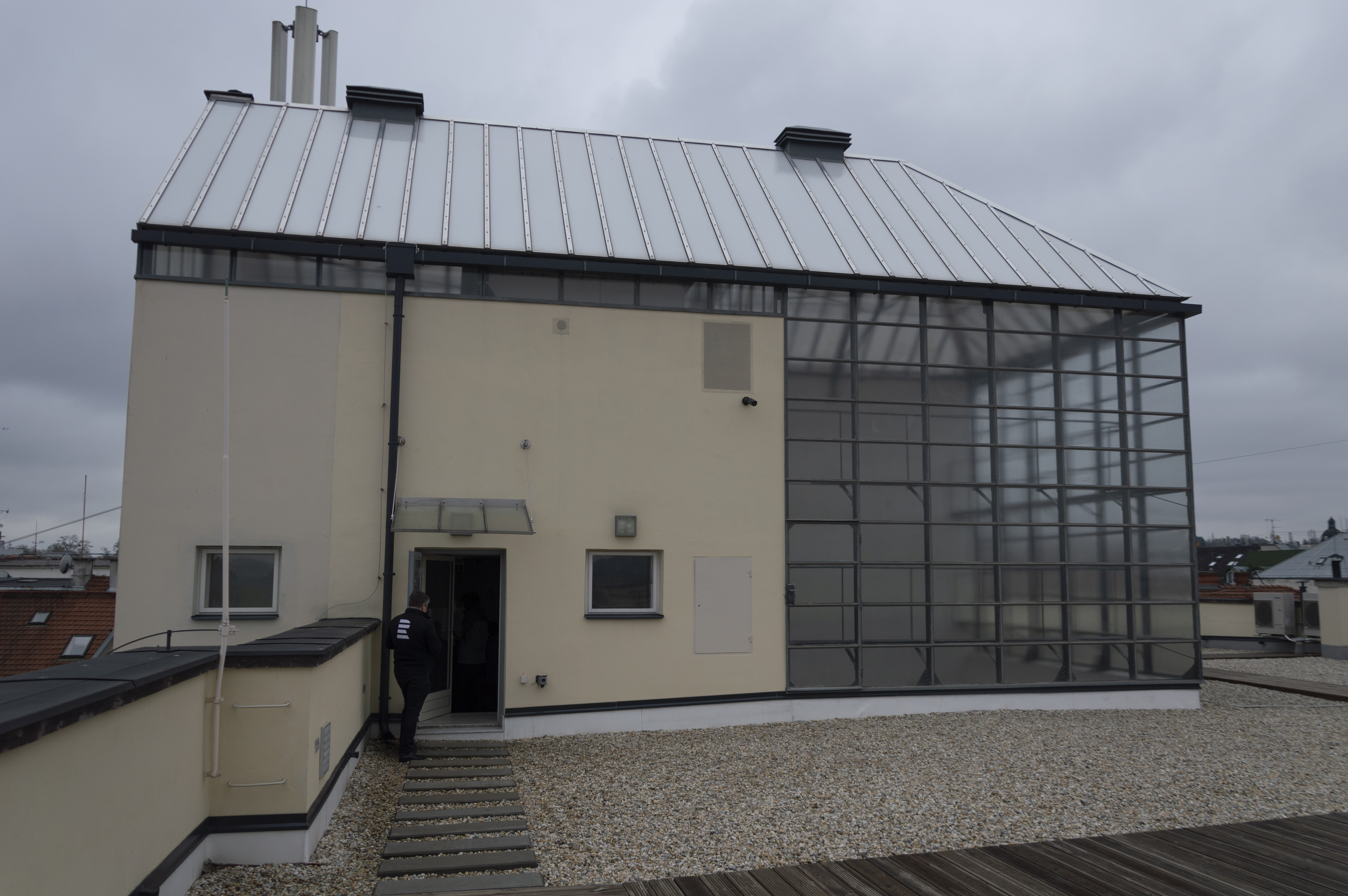
Střešní terasa se světlíkem
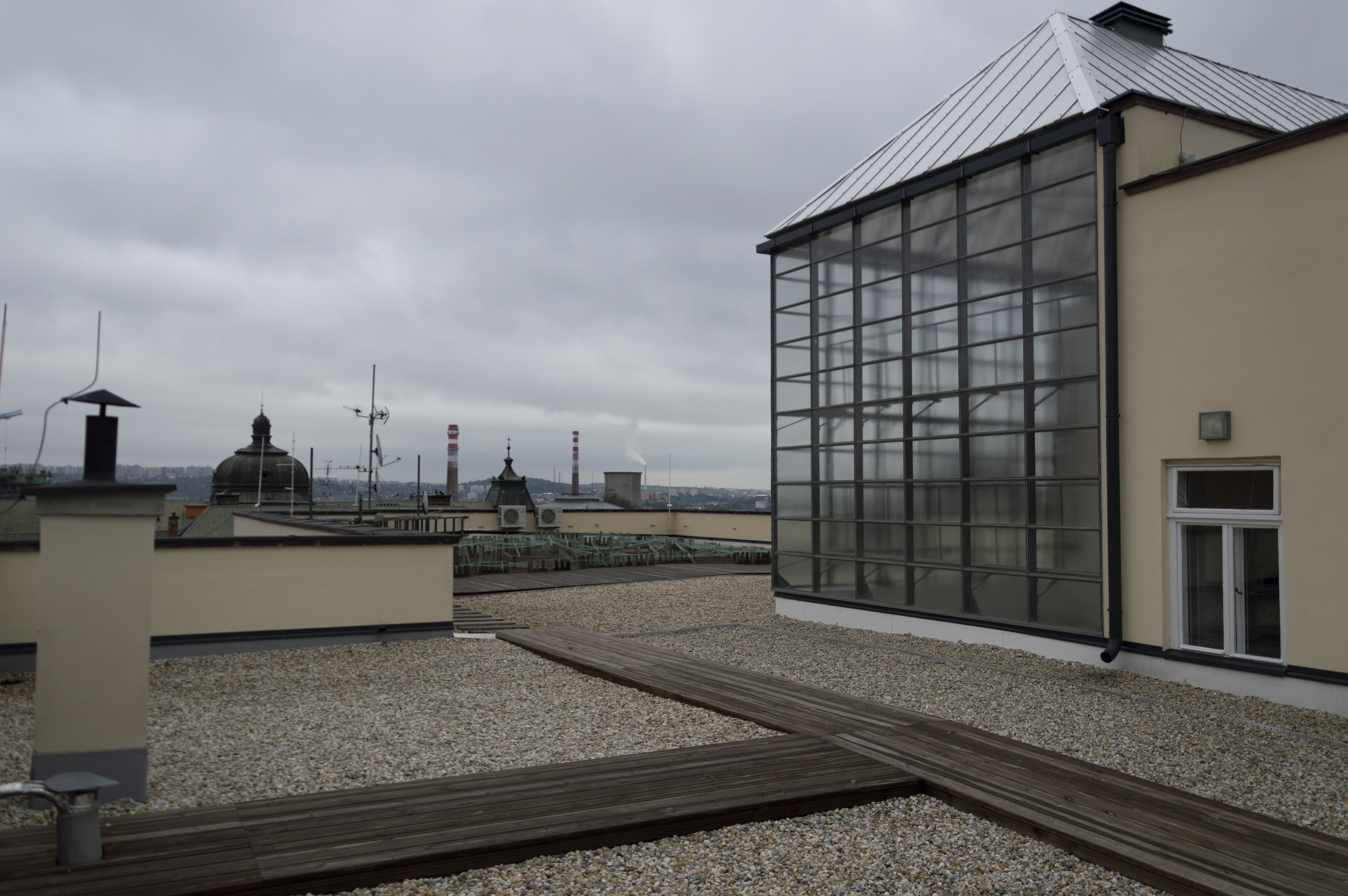
Střešní terasa se světlíkem
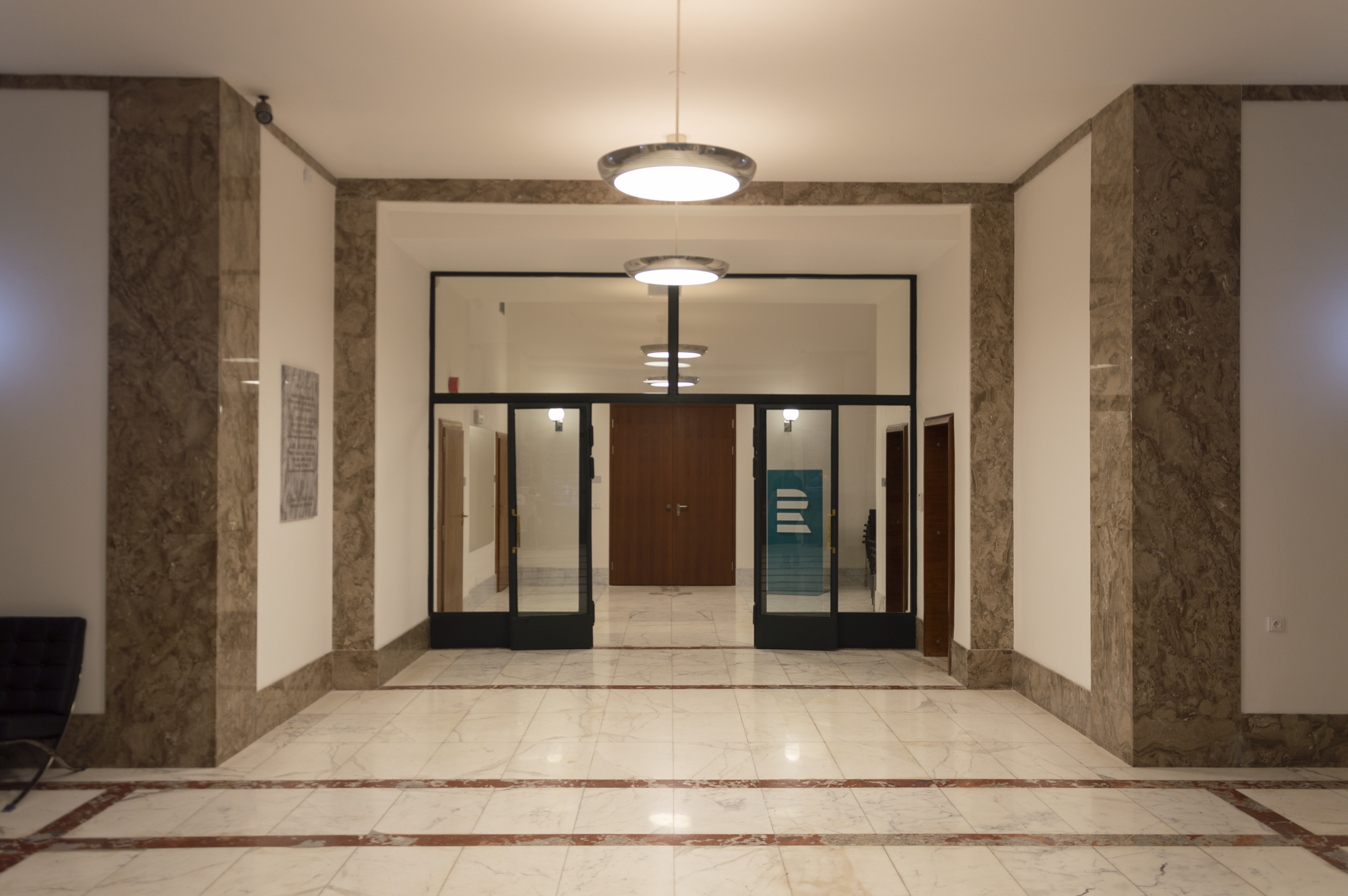
Vstupní vestibul ze strany vstupu
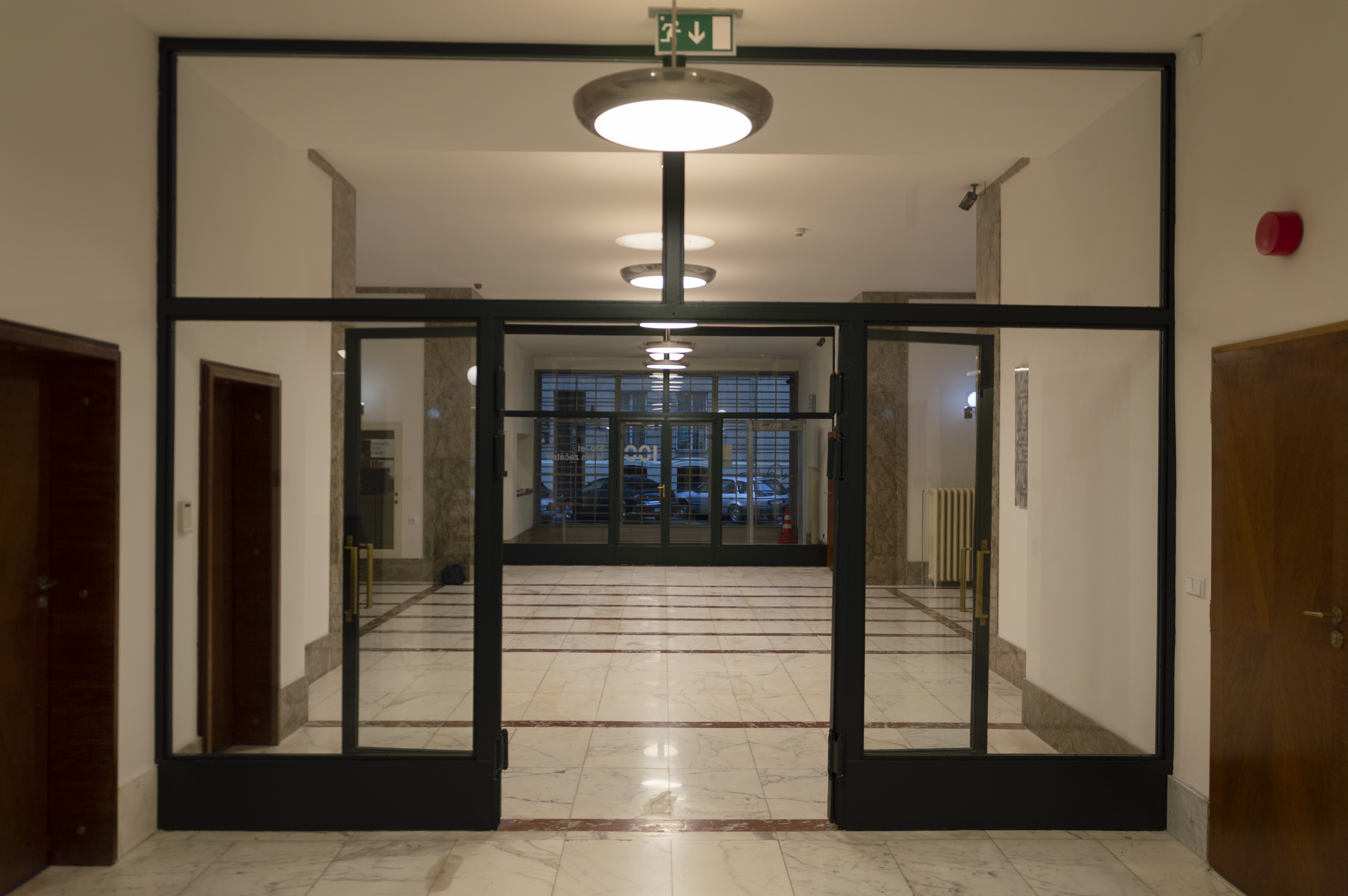
Vstupní vestibul při pohledu do ulice
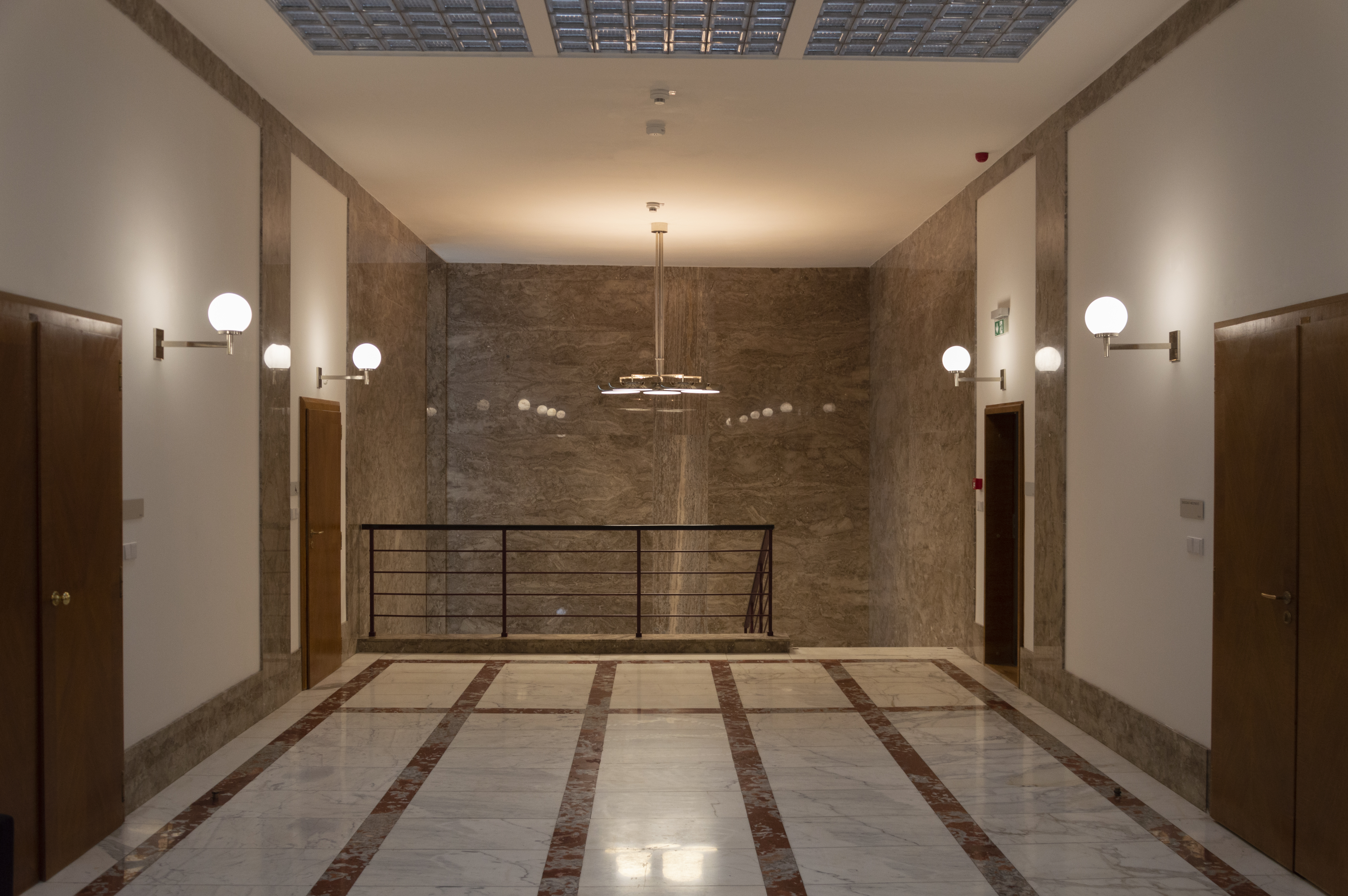
Chodba v patře
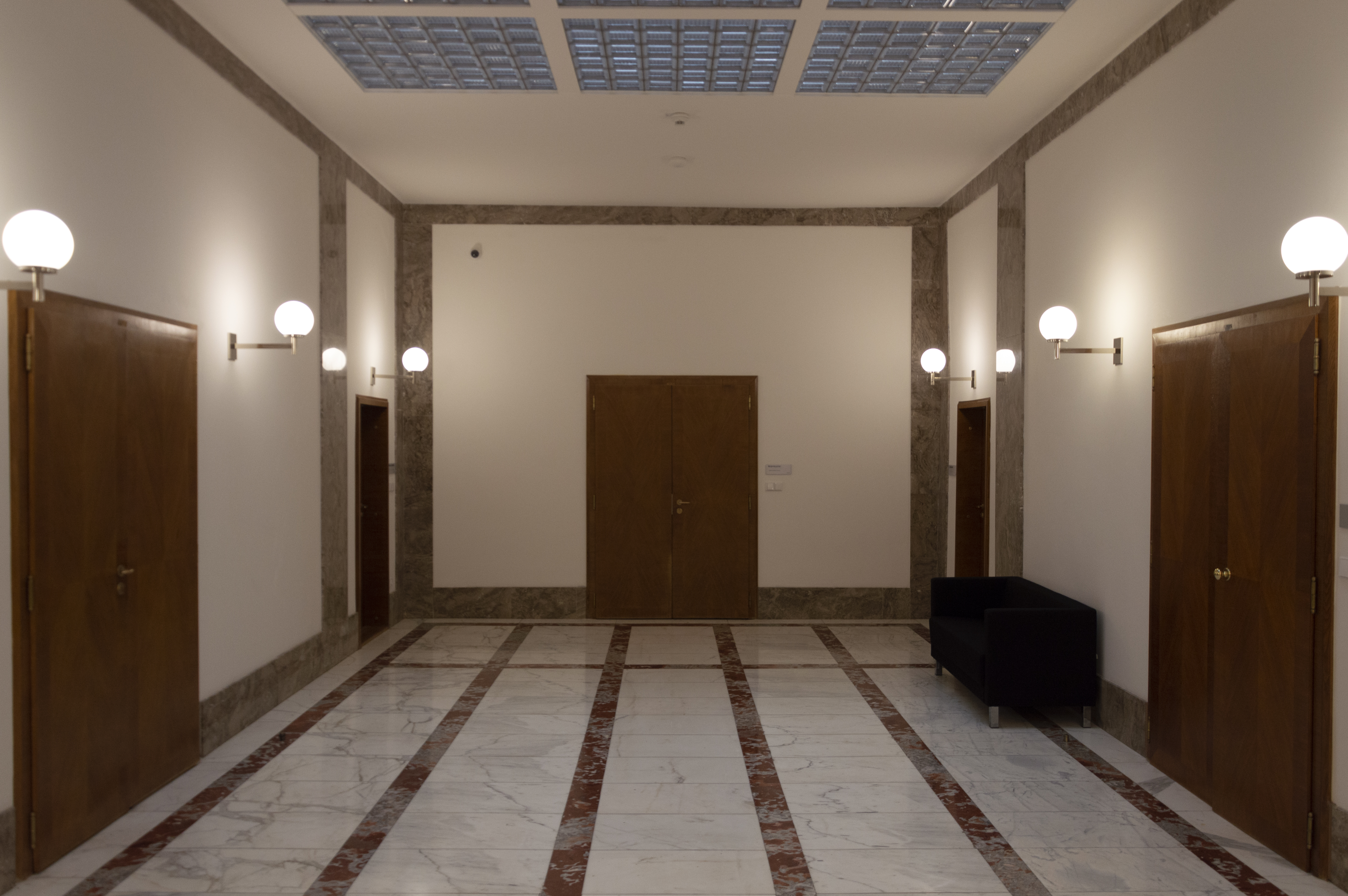
Chodba v patře při pohledu od schodů
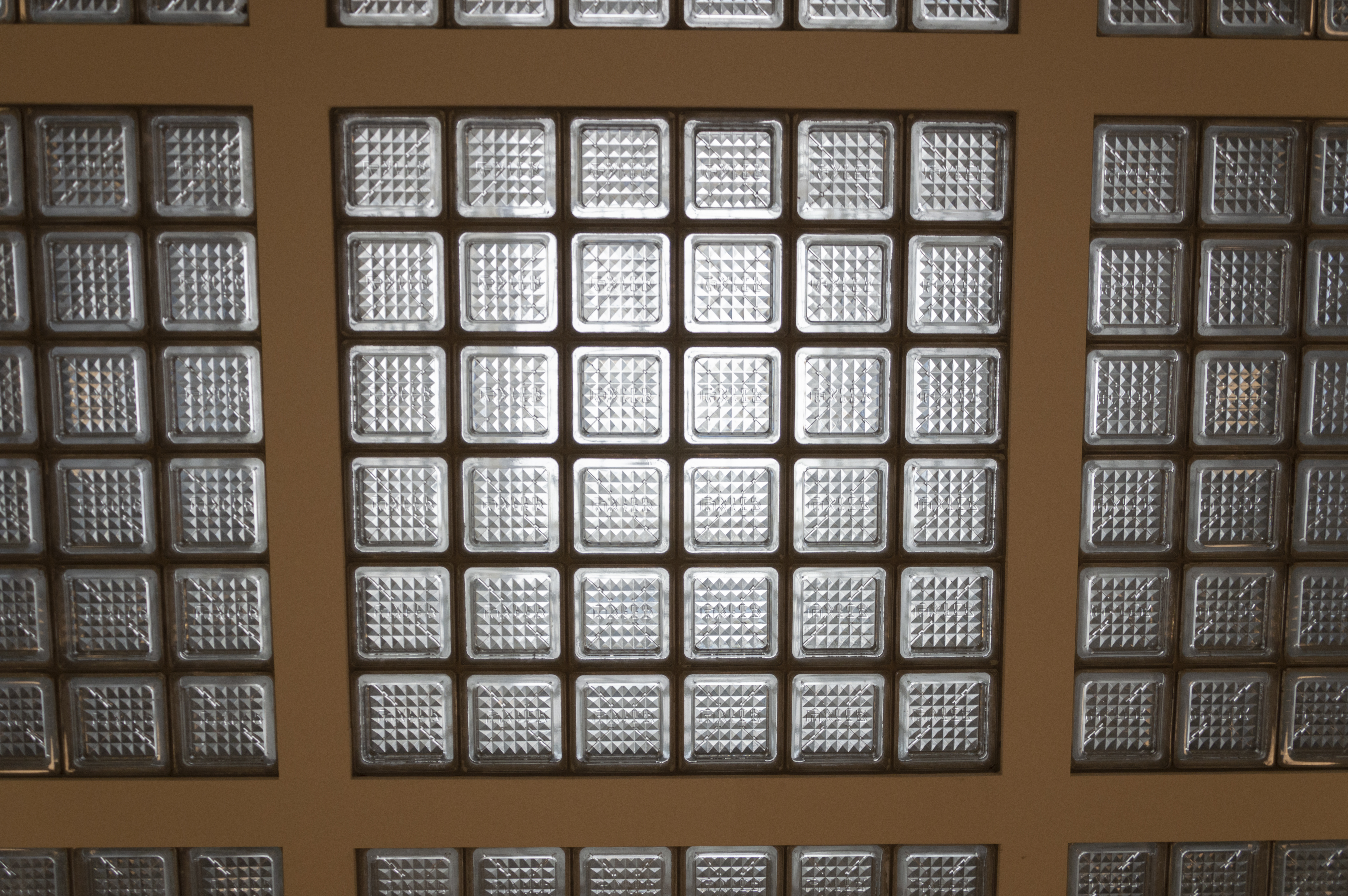
Prosvětlený strop v patře
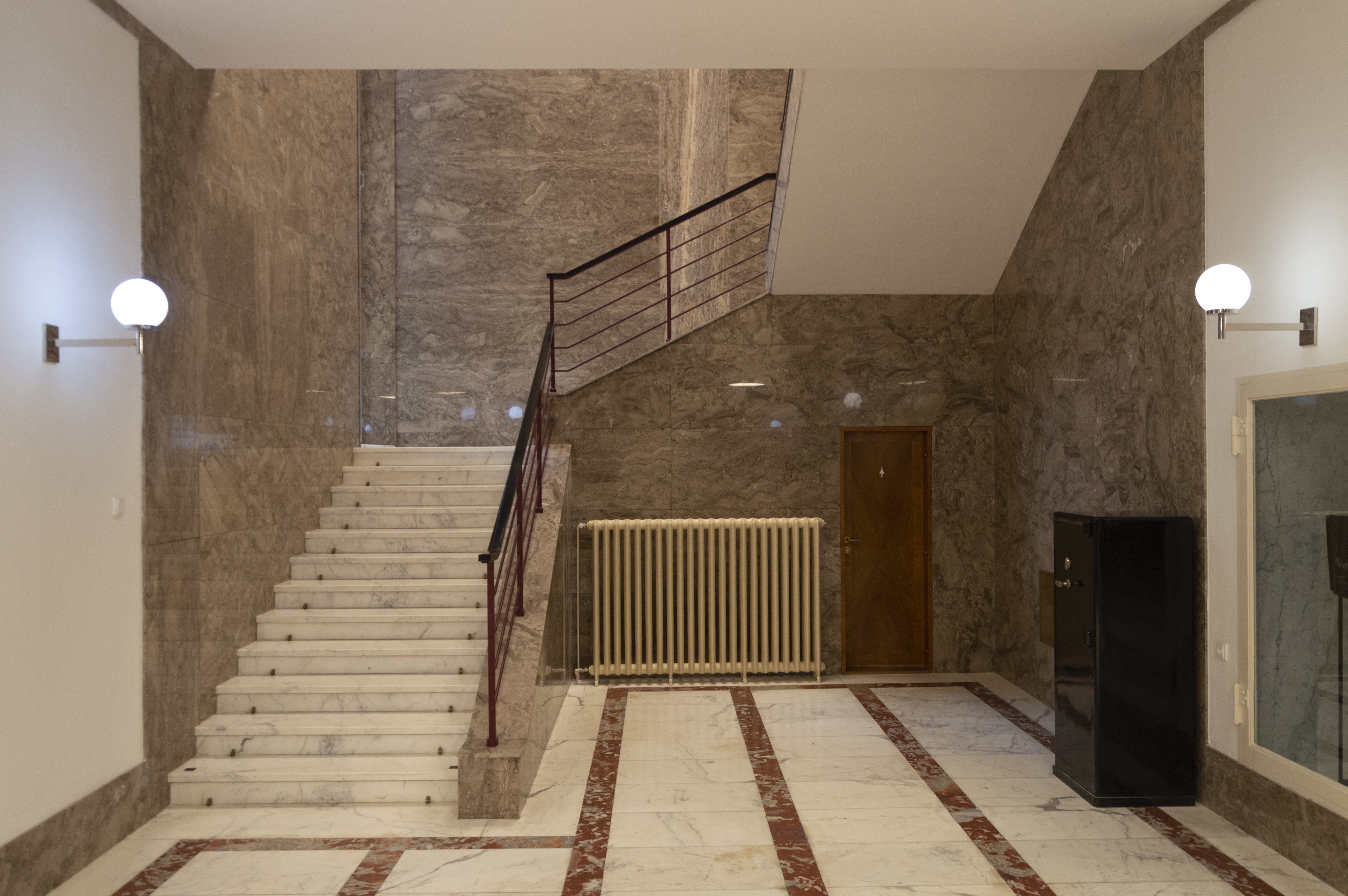
Schody z vestibulu do patra
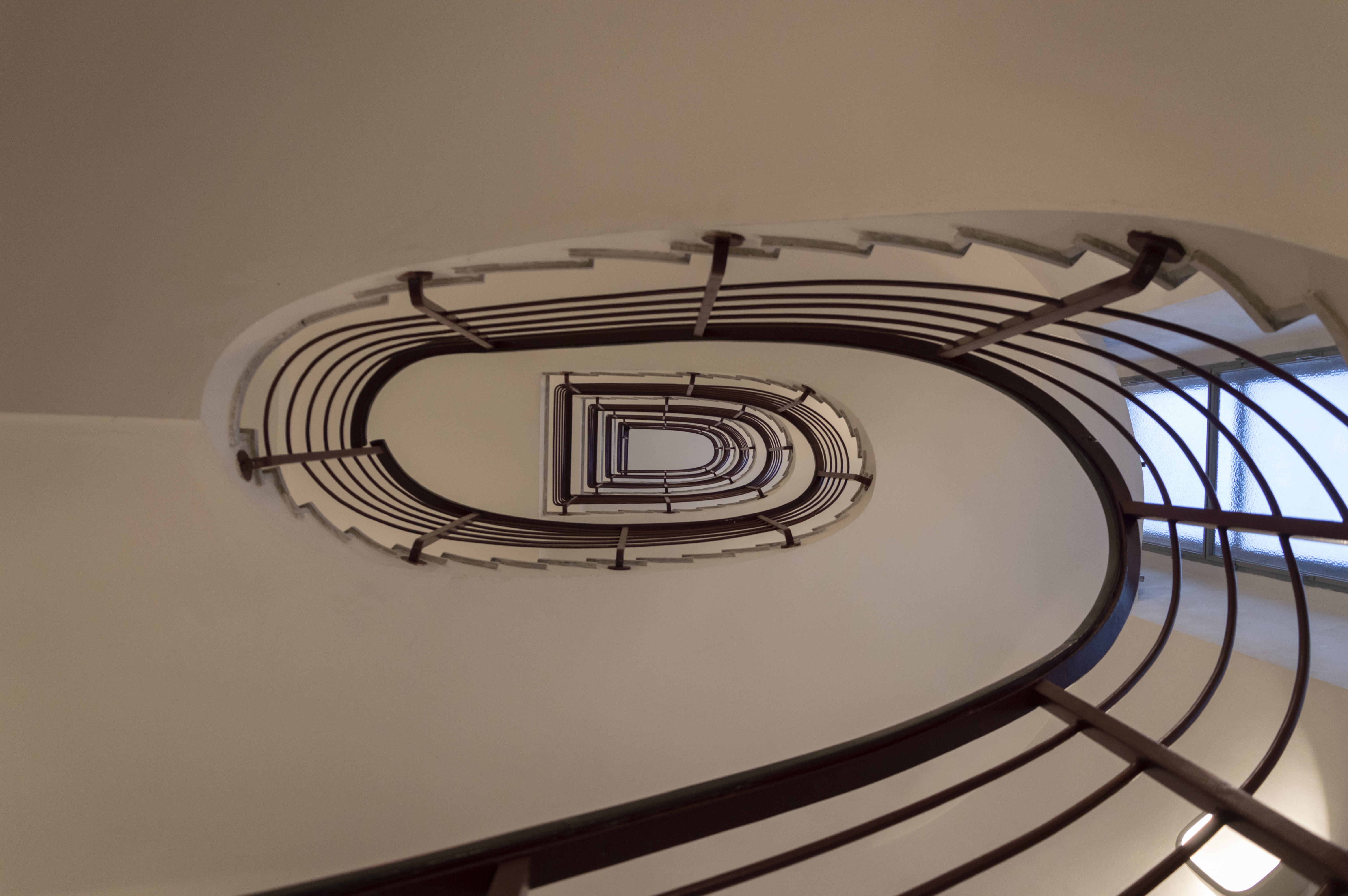
Točité schodiště
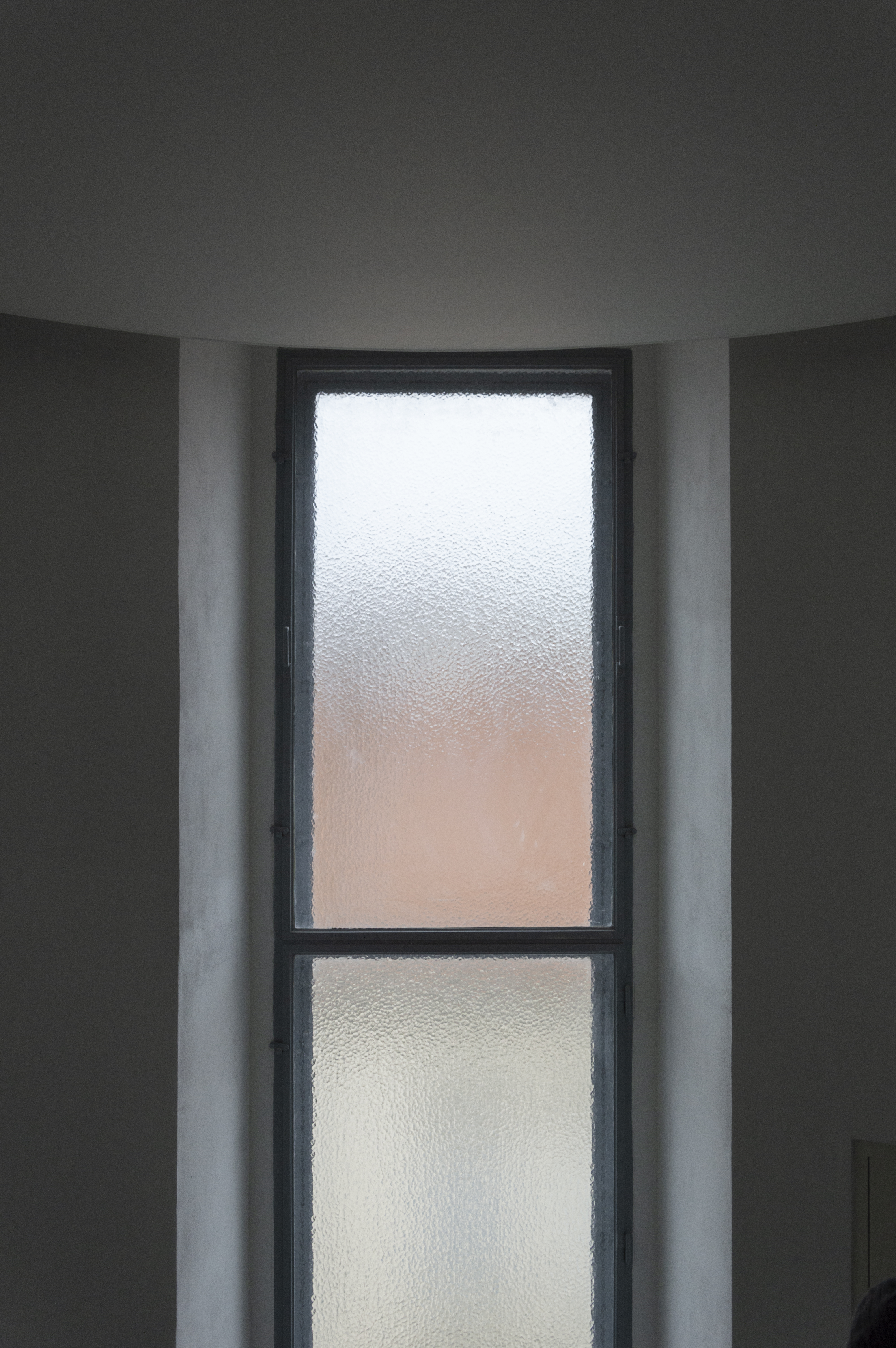
Svislé okno ve schodišti
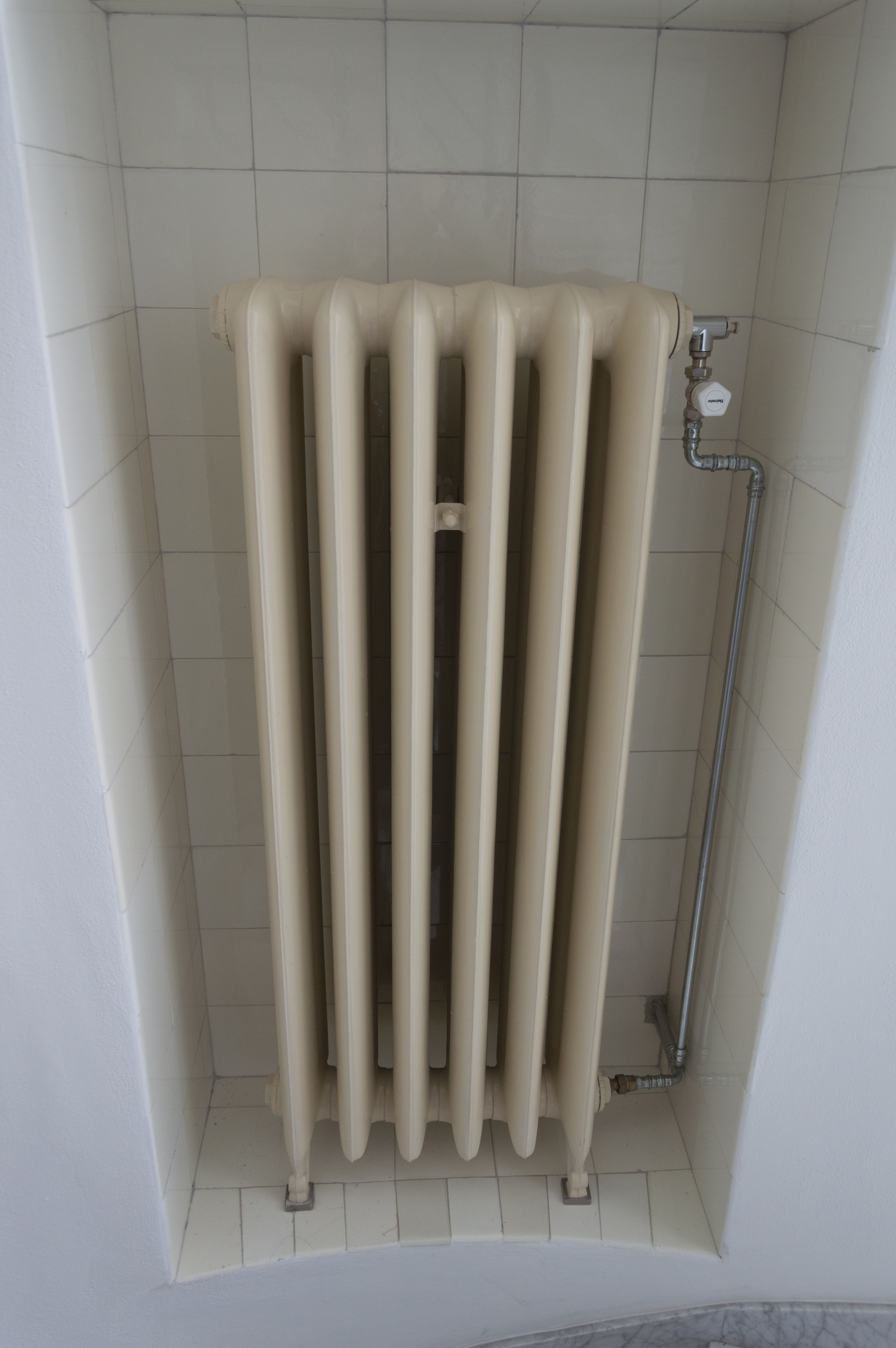
Topení ve schodišti
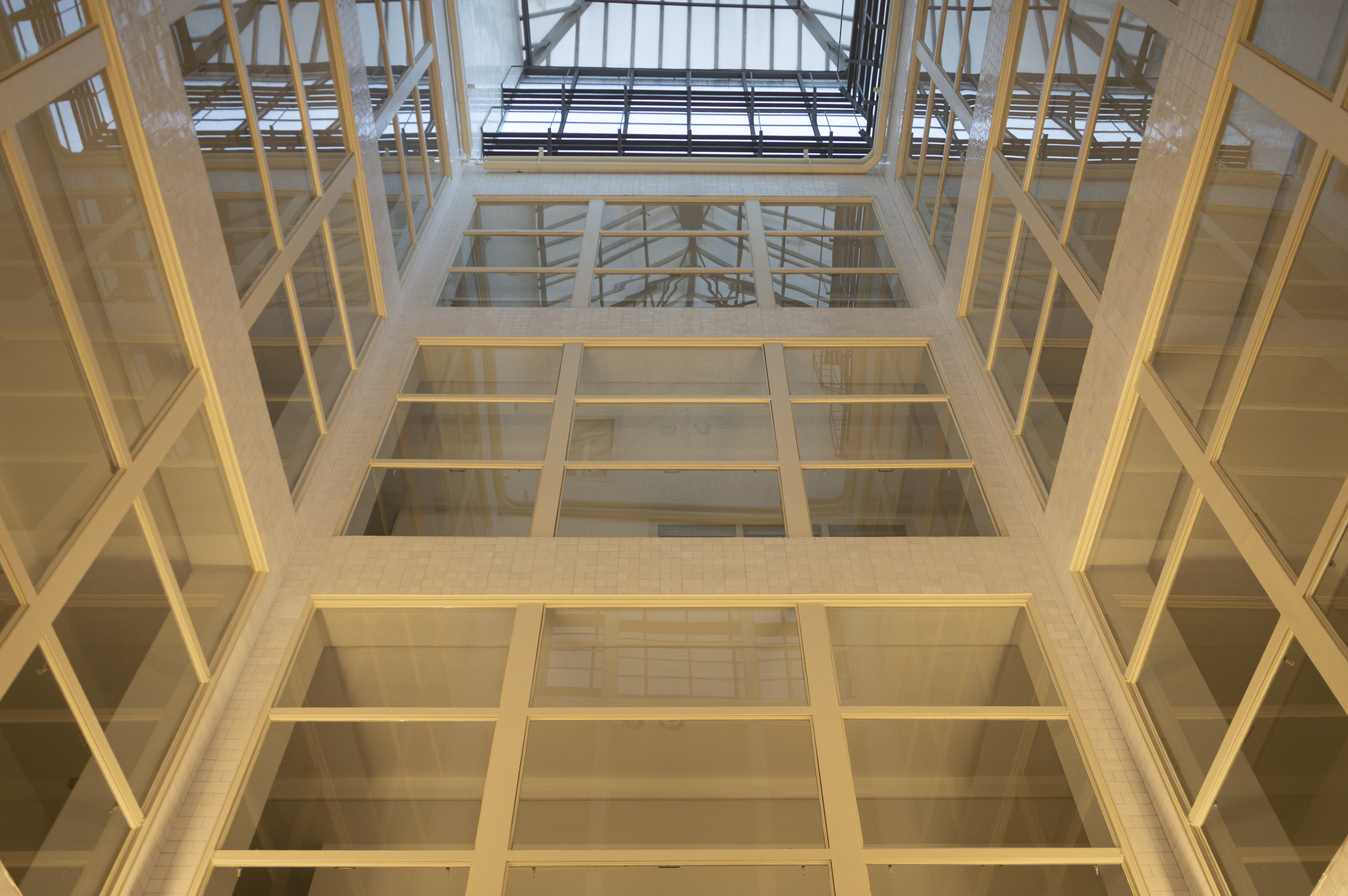
Světlík
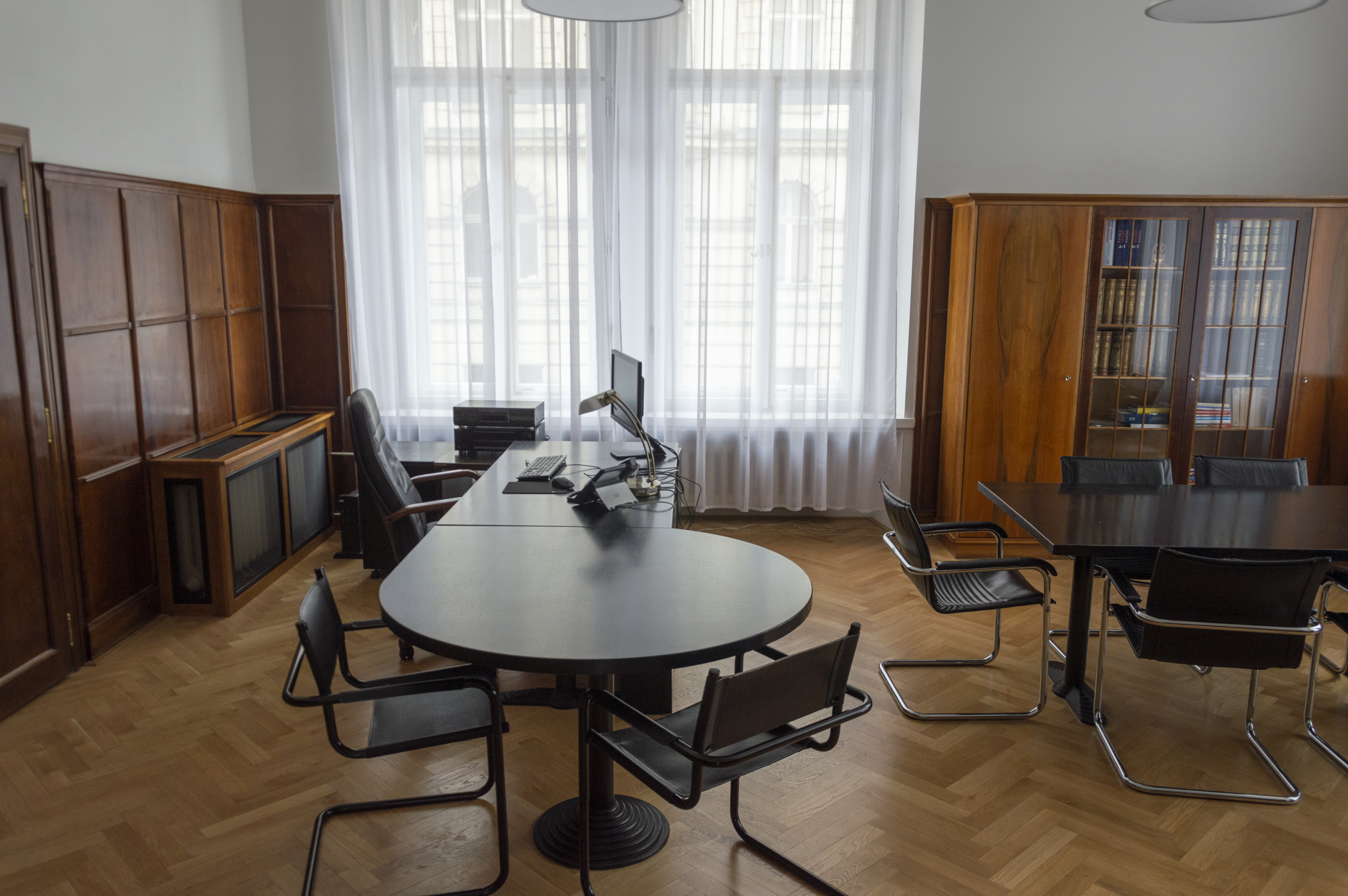
Kancelář ředitele
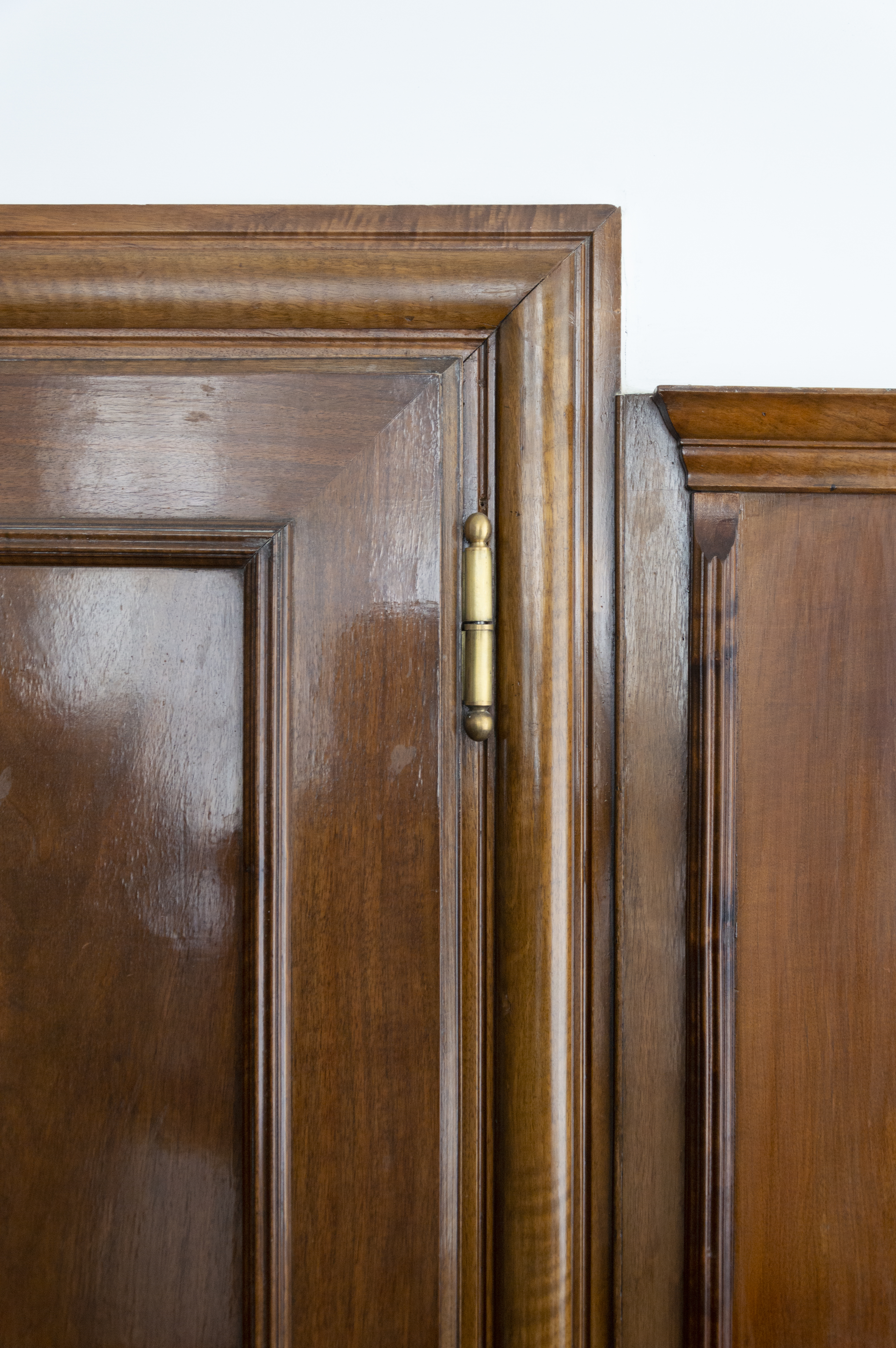
Detail dveří
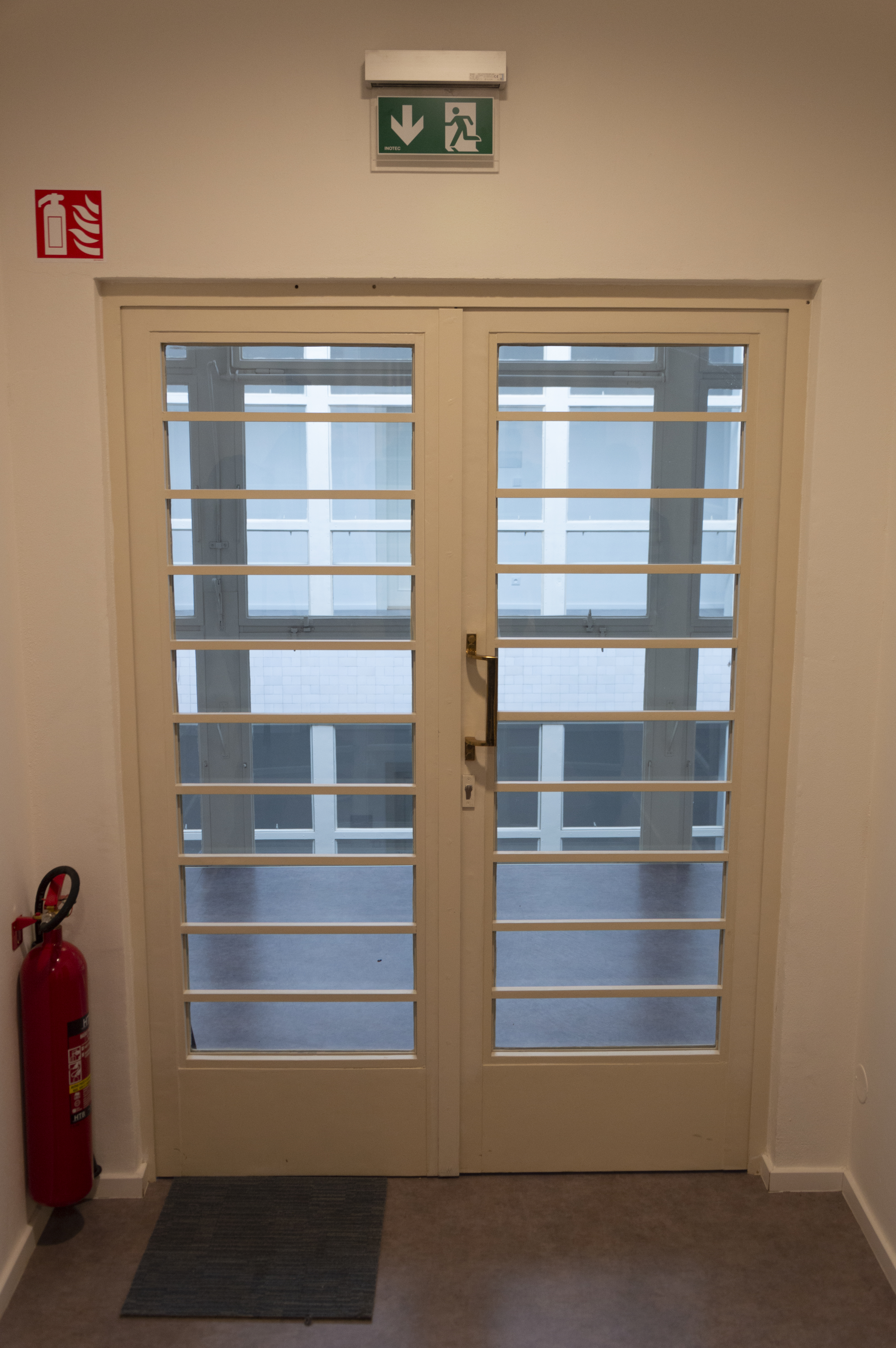
Kovové dveře z chodby
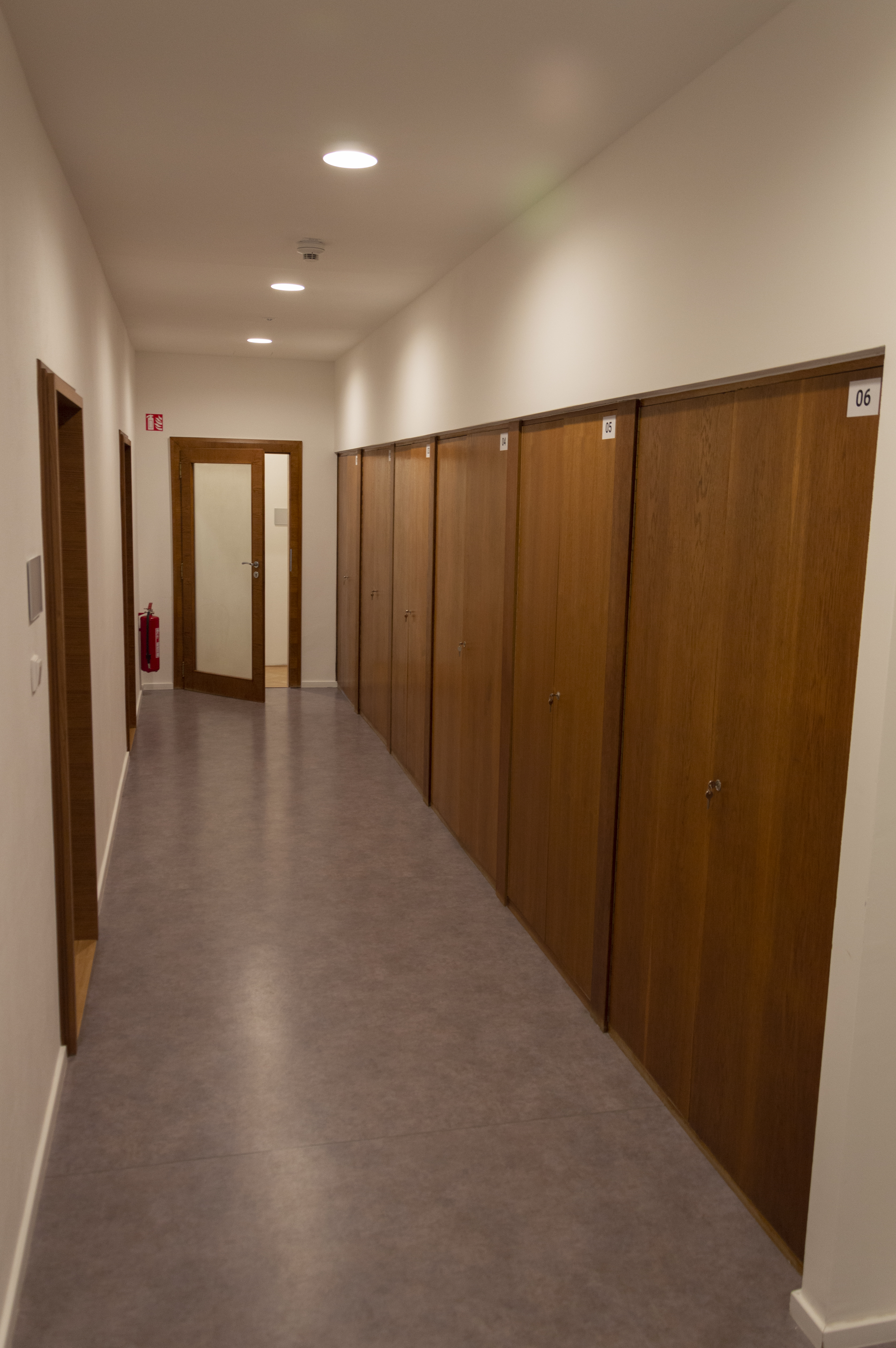
Chodba s dřevěnými dveřmi a zárubněmi
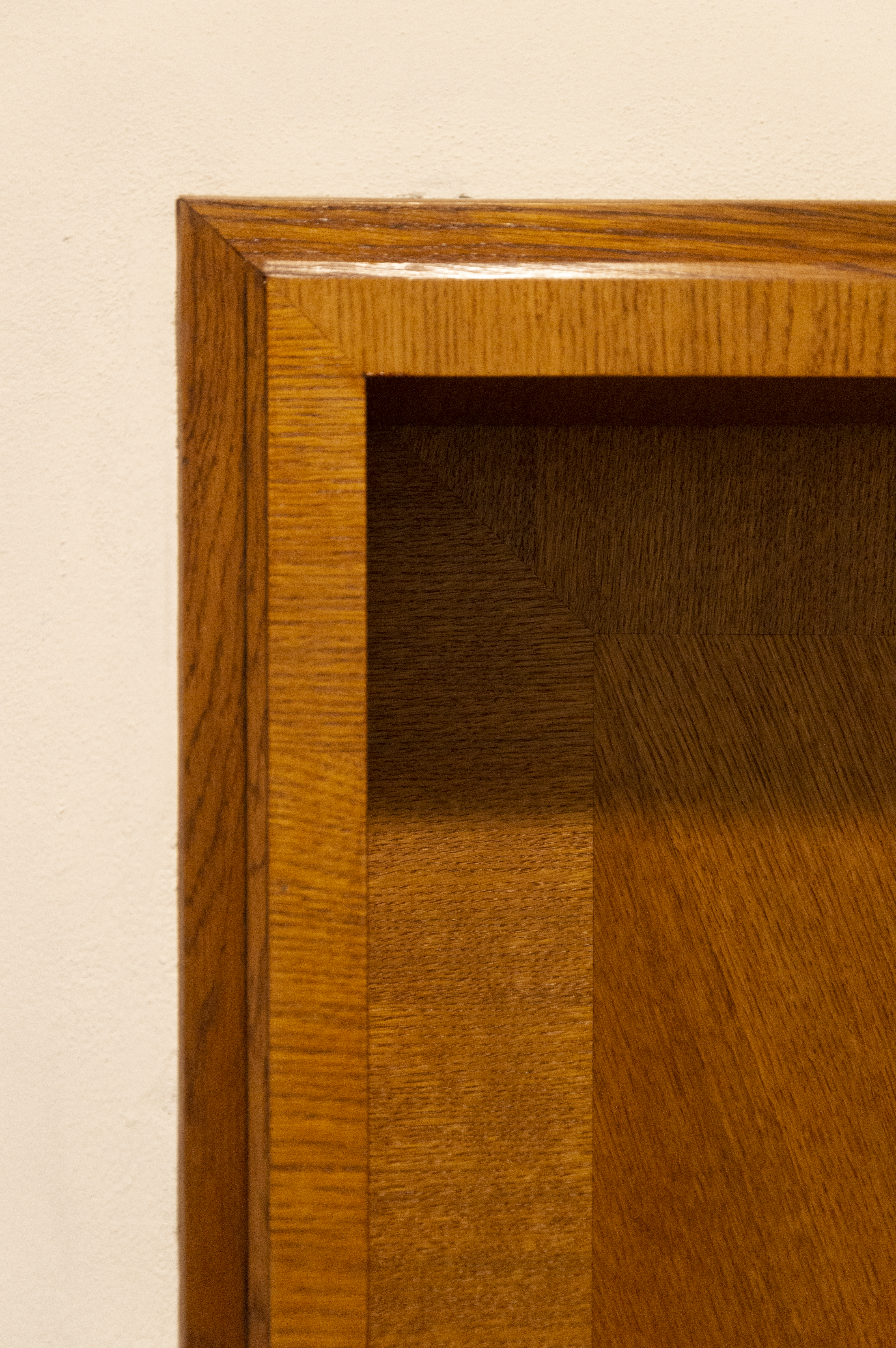
Detail zárubně
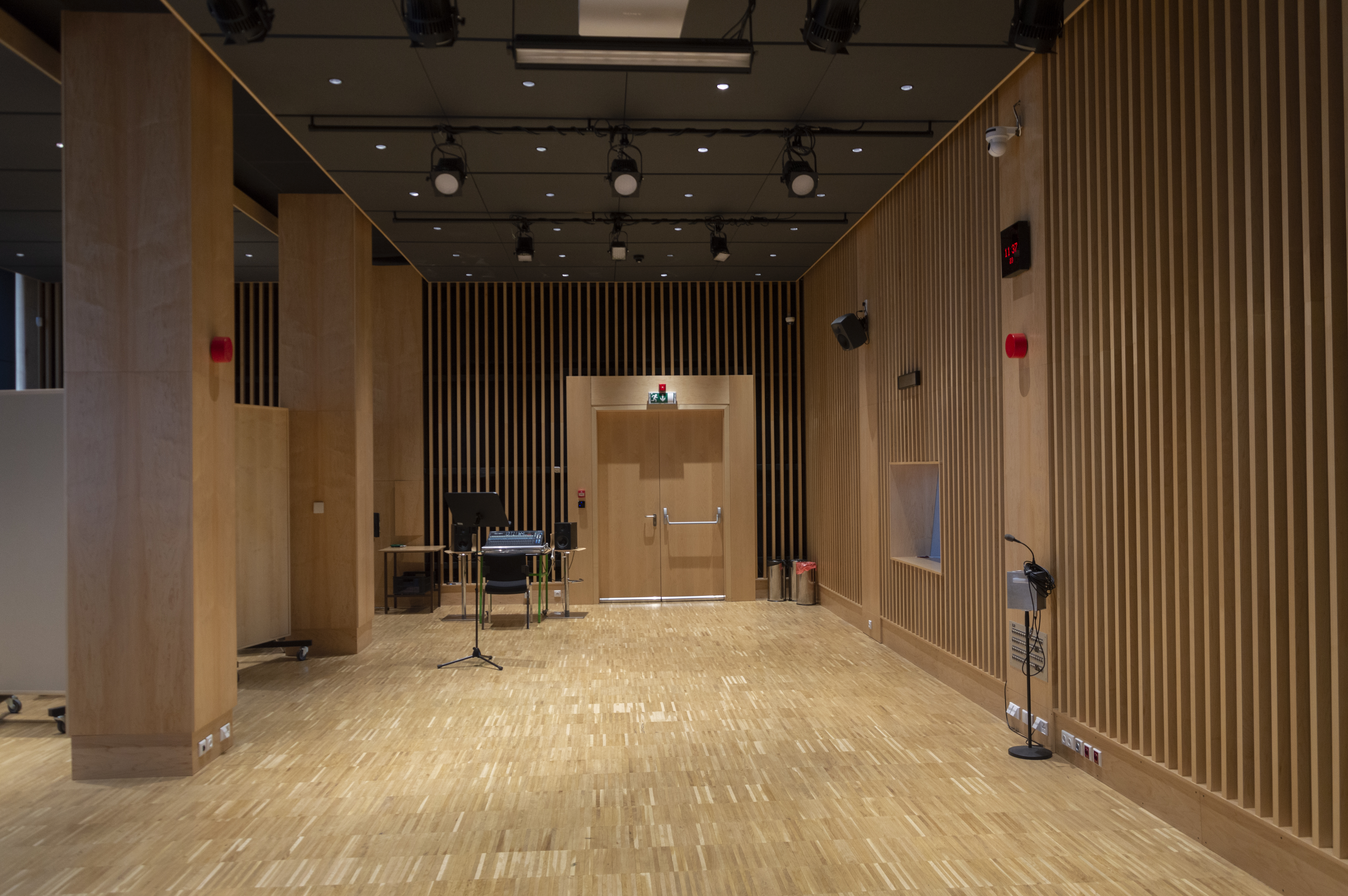
Studio v prostoru bývalé bankovní haly